# 68 Herculis
68 Herculis, som är stjärnans Flamsteed-beteckning, är en trippelstjärna i den mellersta delen av stjärnbilden Herkules, som också har Bayer-beteckningen u Herculis. Den har en största kombinerad skenbar magnitud på ca 4,80 och är synlig för blotta ögat där ljusföroreningar ej förekommer. Baserat på parallaxmätning inom Hipparcosuppdraget på ca 3,3 mas, beräknas den befinna sig på ett avstånd på ca 990 ljusår (ca 300 parsek) från solen. Den rör sig närmare solen med en heliocentrisk radialhastighet på ca –17 km/s.

## Egenskaper
Primärstjärnan 68 Herculis A är en blå till vit stjärna i huvudserien av spektralklass B2 V. Den har en massa som är ca 8 solmassor, en radie som är ca 5 solradier  och utsänder ca 4 790 gånger mera energi än solen från dess fotosfär vid en effektiv temperatur på ca 12 600 K.
Det inre paret i 68 Herculis bildar en väl studerad dubbelstjärna med omloppsplanet orienterat nära siktlinjen till jorden, vilket gör det till en förmörkelsevariabel av Algol-typ (EA/SD), som varierar mellan visuell magnitud +4,69 och 5,37 med perioden 2,051026 dygn, varvid sekundärstjärnan överför massa till den varmare primärstjärnan. Huvudförmörkelsen reducerar systemets magnitud till 5,37, medan den andra förmörkelsen sänker ljusstyrkan till 4,93. Teoretiska beräkningar tyder på att givarstjärnan började med 7,2 gånger solens massa, den nuvarande primärstjärnan med 3,6 solmassor, och deras initiala omloppsperiod var ca 1,35 dygn. Den senare visar även Beta Cephei-liknande pulsationsbeteende.
Följeslagaren, 68 Herculis B, har visat sig vara svår att klassificera, men framträder som en stjärna av spektraltyp B8−9. Dess massa är nära tredubbla solens massa med 4,3 gånger solens radie. Den utsänder ca 427 gånger mera energi än solen från dess fotosfär vid en effektiv temperatur av 12 600 K.
Den tredje komponenten i trippelstjärnan, 68 Herculis C, ligger med en vinkelseparation av 10,2 bågsekunder från det inre paret med en visuell magnitud av 10,2.